# Любимое (Чечерский район)
Любимое (бел. Любімае) — посёлок в Ровковичском сельсовете Чечерском районе Гомельской области Беларуси.

## География

### Расположение
В 18 км на юго-запад от Чечерска, 19 км от железнодорожной станции Буда-Кошелёвская (на линии Гомель — Жлобин), 47 км от Гомеля.

## Транспортная сеть
Транспортные связи по просёлочной дороге, затем по шоссе Довск — Гомель. Планировка состоит из прямолинейной меридиональной улицы, застроенной деревянными усадьбами.

## История
Основан в начале XX века переселенцами из соседних деревень. В 1926 году работал почтовый пункт, в Кораблещанском сельсовете Чечерского района Гомельского округа. В 1931 году организован колхоз. 16 жителей погибли на фронтах Великой Отечественной войны. Согласно переписи 1959 года в составе подсобного хозяйства районного производственного объединения «Сельхозхимия» имени А. В. Суворова (центр — деревня Ровковичи).

## Население

### Численность
- 2004 год — 7 хозяйств, 11 жителей.

### Динамика
- 1926 год — 19 дворов 107 жителей.
- 1959 год — 105 жителей (согласно переписи).
- 2004 год — 7 хозяйств, 11 жителей.